# Supersex
Supersex ist eine italienische Miniserie nach einer Idee und einem Drehbuch von Francesca Manieri aus dem Jahr 2024. Die siebenteilige Fernsehproduktion dramatisiert das Leben des italienischen Pornodarstellers Rocco Siffredi. Die Hauptrolle übernahm Alessandro Borghi. Die Weltpremiere fand im Februar 2024 im Rahmen der 74. Berlinale statt. Eine reguläre Ausstrahlung ist ab Anfang März über den Streamingdienst Netflix geplant.

## Handlung
Die Geschichte basiert lose auf dem Leben Rocco Siffredis. Im Mittelpunkt stehen seine Familie, darunter sein Halbbruder Tommaso, seine Herkunft und seine Beziehung zum Thema Liebe. Die Serie folgt dem Aufstieg des aus einfachen Verhältnissen stammenden jungen Rocco Tano aus Ortona zu einem der berühmtesten Pornostars der Welt. Diese Karriere birgt auch ihre Schattenseiten. Rocco wird mit Gewalt konfrontiert und muss sich aufdringlicher Fans und Paparazzi erwehren. Auch versucht er parallel eine Beziehung mit der attraktiven Lucia zu führen.

## Hintergrund
Als Hauptdarsteller wurde der preisgekrönte italienische Film- und Fernsehschauspieler Alessandro Borghi verpflichtet. In Vorbereitung auf die Dreharbeiten traf er sich persönlich mit Rocco Siffredi. Dieser lud ihn in sein Zuhause ein und stellte Borghi Familienfotos und Videos zu unter anderem alten Vorsprechen zur Verfügung. Borghi hatte den Eindruck, dass Siffredi in seinem Leben große Angst davor gehabt hätte, andere Menschen zu enttäuschen. Auch habe Siffredi unter einer Hypersexualität gelitten.
Die Dreharbeiten waren über einen Zeitraum von 95 Tagen angesetzt. Borghi gab an, in dieser Zeit 50 Sexszenen gedreht zu haben. Er habe mit der Rolle des Rocco Siffredi anecken wollen und war verärgert über die italienische „Bigotterie“ im Umgang mit Pornofilmen.

## Veröffentlichung
Supersex wurde im Februar 2024 bei den Internationalen Filmfestspielen Berlin in der Sektion Berlinale Special uraufgeführt.
Eine reguläre Ausstrahlung ist am 6. März 2024 über den Streaminganbieter Netflix geplant.
Ein Teaser wurde Mitte Januar 2024 veröffentlicht.